# العقوبات الدولية على سوريا
العقوبات الدولية على سوريا هي مجموعة من التدابير الاقتصادية والقيود التي فُرضت على البلاد خلال فترة حكم بشار الأسد، وقد شارك في فرضها كل من الاتحاد الأوروبي، الولايات المتحدة الأمريكية، المملكة المتحدة، كندا، أستراليا، سويسرا، وجامعة الدول العربية. جاءت هذه العقوبات ردًا على القمع الذي مارسته الحكومة السورية ضد المدنيين خلال الحرب الأهلية التي اندلعت عام 2011 واستمرت حتى عام 2024.
تُعد العقوبات الأمريكية الأكثر شدة وتأثيرًا من بين هذه التدابير، إذ شملت أطرافًا خارجية وبلغت حد الحظر الاقتصادي الكامل. وتجدر الإشارة إلى أن العقوبات الثانوية الأمريكية بقيت محدودة حتى عام 2020، حين دخل قانون قيصر حيز التنفيذ، وكان يهدف إلى منع النظام السوري من استخدام العنف ضد مواطنيه، ودفعه نحو إصلاحات سياسية تعالج الأسباب الجذرية للصراع.
وفي 13 مايو 2025، أعلن الرئيس الأمريكي دونالد ترامب خلال مشاركته في منتدى الاستثمار السعودي-الأمريكي في الرياض، عن رفع جميع العقوبات المفروضة على الحكومة الانتقالية السورية، وذلك بعد سقوط نظام الأسد في ديسمبر 2024، وجاء هذا القرار استجابةً لطلب ولي عهد المملكة العربية السعودية، الأمير محمد بن سلمان.
وعلى الرغم من أن قوانين العقوبات تضمنت بعض الإعفاءات للمساعدات الإنسانية لتأمين وصولها إلى المدنيين داخل سوريا، إلا أن العديد من المبادرات الإنسانية تعثرت أو مُنعت بفعل الآثار غير المباشرة لتلك العقوبات.
تزايدت المطالب الدولية برفع العقوبات عن سوريا عقب الزلازل المدمرة التي ضربت تركيا وسوريا في عام 2023، نظرًا لتأثيرها الكبير على جهود الإغاثة الإنسانية. وفي استجابة لذلك، خففت الولايات المتحدة بعض العقوبات بشكل مؤقت، مما مكّن عددًا من المنظمات الخيرية من إرسال المساعدات المالية والإنسانية إلى سوريا.

## الخط الزمني للعقوبات
في عام 1979، وضعت الولايات المتحدة سوريا على قائمة الدول الراعية للإرهاب بسبب الوصاية السورية على لبنان ودعمها حزب الله وجماعات أخرى.
وفي نوفمبر/تشرين الثاني 1986، فرضت المجموعة الاقتصادية الأوروبية حزمة من العقوبات شملت حظراً على بيع أسلحة جديدة إلى سوريا، وحظراً على الزيارات رفيعة المستوى، ومراجعة موظفي السفارة والقنصليات، وتدابير أمنية صارمة فيما يتصل بالخطوط الجوية العربية السورية. وقد رُفعت هذه التدابير عام 1994.
وفي الفترة ما بين مارس وأغسطس 2004، فرضت الولايات المتحدة عقوبات جديدة على الحكومة السورية. وتأتي هذه العقوبات الجديدة في إطار متابعة سياسة مكافحة محور الشر التي انتهجتها إدارة جورج بوش الابن ، والتي "تدين حيازة النظام السوري المزعومة لأسلحة الدمار الشامل، وتدين سيطرته على لبنان واستعداده لزعزعة استقرار العراق، فضلاً عن دعمه لمنظمات قوى التحرير مثل حزب الله وحماس".

### العقوبات بعد انطلاق الثورة السورية
في 29 أبريل 2011، فُرضت أولى العقوبات على سوريا بعد اندلاع الثورة السورية بإصدار الرئيس الأمريكي باراك أوباما أمرًا تنفيذيًا بتجميد ممتلكات المتورطين في الانتهاكات. فيما فرضت كندا عقوباتها الأولى في 25 مايو/أيار 2011 وذلك بحظر على السفر، وتجميد الأصول، وحظر على تصدير بعض السلع والتكنولوجيا التي قد تستخدمها القوات المسلحة، وتعليق جميع الاتفاقيات والمبادرات الثنائية.
في مايو 2011، اعتمد الاتحاد الأوروبي عقوبات على سوريا، ولا سيما من خلال حظر الاتجار بالسلع التي يمكن استخدامها لقمع السكان المدنيين.
وفي أغسطس 2011، فرضت الولايات المتحدة حظرا على قطاع النفط، وتجميد الأصول المالية لعدد من الشخصيات، فضلا عن الأصول المالية للدولة السورية نفسها. وبالإضافة إلى ذلك، تحظر الولايات المتحدة تصدير السلع والخدمات الآتية من أراضي الولايات المتحدة أو من شركات أو أشخاص من الولايات المتحدة إلى سوريا. ويتعلق هذا الحظر بأي منتج يأتي على الأقل 10 في المائة من القيمة من الولايات المتحدة أو من مواطنيها. ولهذا التدبير تأثير واسع النطاق على السكان السوريين وعلى أسعار السلع الأساسية والمنتجات الطبية.
وفي سبتمبر 2011، اعتمد الاتحاد الأوروبي، بدوره، حظرا على قطاع النفط السوري. هذا الحظر له تأثير كبير على الاقتصاد السوري من خلال أهمية صادرات النفط إلى الاتحاد لسوريا قبل الحرب الأهلية، التي كانت حوالي 20% من الناتج المحلي الإجمالي.
أعلنت أستراليا عن مجموعة من العقوبات ضد سوريا في عام 2011، رداً على عنف حكومة الأسد ضد المدنيين. تحظر العقوبات على الأستراليين إجراء جميع المعاملات المتعلقة بالأسلحة، والنفط والغاز الطبيعي والمعادن الثمينة، والبتروكيماويات ، والمواد السامة، والشراكات المصرفية، وما إلى ذلك مع الشركات العاملة في سوريا. كما أنها تحظر التعامل مع الأفراد والمنظمات والجماعات المسلحة التابعة للنظام؛ والتي تشارك في جرائم الحرب وانتهاكات حقوق الإنسان.
وفي نوفمبر/تشرين الثاني 2011 أعلنت جامعة الدول العربية بدورها تجميد الأصول المالية للحكومة السورية، ووقف المبادلات المالية مع البنك المركزي السوري ، ووقف الرحلات الجوية بين دول جامعة الدول العربية وسوريا، ومنع إقامة عدد من الشخصيات السورية، ووقف الاستثمارات في سوريا من قبل دول جامعة الدول العربية. وقد عارضت لبنان اليمن هذه العقوبات. وفي الشهر نفسه، أعلنت تركيا أيضًا تجميد الأصول المالية للدولة السورية.
وفي فبراير 2012، وضع الاتحاد الأوروبي تدابير جزاءات أخرى تتعلق بقطاع الطاقة، وإمدادات الأسلحة، والقطاع المالي في سوريا، فضلا عن قطاع التعدين. وبالإضافة إلى ذلك، في عام 2012، جمّد الاتحاد الأوروبي الأصول المالية لـ120 من المسؤولين أو المؤسسات السورية، ولا يمكنهم السفر إلى الاتحاد الأوروبي. ويشمل ذلك الرئيس بشار الأسد، والمصرف المركزي السوري وعدة وزراء. في يونيو 2012، حظر الاتحاد الأوروبي تجارة السلع الكمالية مع سوريا، فضلاً عن عدد من المنتجات التجارية. وفي الوقت نفسه، عزز الاتحاد الأوروبي تدابير القيود المفروضة على سوريا في مجالات التسلح وإنفاذ القانون ومراقبة الاتصالات السلكية واللاسلكية.
أصدرت الولايات المتحدة الأمريكية أمرين رئاسيين رقم 13606 و13608 في أبريل ومايو 2012 على التوالي، فرضت بموجبهما عقوبات إضافية على الأفراد والشركات الأجنبية التي تحاول التهرب من العقوبات الأمريكية. في يونيو 2012، انضمت العديد من الدول غير الأعضاء في الاتحاد الأوروبي مثل جورجيا وكرواتيا ومقدونيا والجبل الأسود وأيسلندا وصربيا وألبانيا وليختنشتاين والنرويج ومولدوفا إلى عقوبات الاتحاد الأوروبي ضد سوريا.
في مارس 2017، طرح مجلس الأمن التابع للأمم المتحدة مشروع قرار يهدف إلى فرض عقوبات على سوريا في أعقاب استخدام الأسلحة الكيميائية على أراضيها. لكن روسيا والصين استخدمتا حق النقض ضده. وهو مشروع القرار السابع بشأن العقوبات الذي تم رفضه نتيجة استخدام حق النقض. وتضمن القرار حظر التجارة في أجزاء الطائرات المروحية وتجميد الأصول المالية لبعض الشخصيات العسكرية في الحكومة السورية.
في أبريل 2017، فرضت الولايات المتحدة تجميدًا ماليًا وحظرًا للسفر إلى الخدمات المالية ضد 270 موظفًا حكوميًا تابعًا للحكومة السورية في أعقاب هجوم خان شيخون .
ومع ذلك، استقبلت العديد من الدول الأعضاء في الاتحاد الأوروبي وزراء سوريين خاضعين للعقوبات على أراضيها، تحت ستار حضور مؤتمرات الأمم المتحدة والمؤتمرات الحكومية الدولية منذ عام 2018.
في مارس 2021، أعلن الاتحاد الأوروبي أن العقوبات ستظل سارية حتى بدء التحول السياسي في سوريا في 31 مايو 2022، مدد الاتحاد الأوروبي عقوباته ضد الحكومة السورية لمدة عام آخر  في أعقاب دعم الأسد للغزو الروسي لأوكرانيا واعترافه بالجمهوريتين الانفصاليتين دونيتسك ولوغانسك ، قامت أوكرانيا بحل جميع العلاقات الدبلوماسية مع سوريا وتعهدت بتوسيع العقوبات ضد سوريا في يونيو 2022.

### بعد زلزالي تركيا وسوريا 2023
في 7 فبراير 2023، وفي أعقاب زلزال قهرمان مرعش، حث الهلال الأحمر العربي السوري الدول الغربية على رفع العقوبات. وبحسب آرون لوند من مؤسسة سينشري، فإن المنظمات غير الحكومية تريد رفع بعض العقوبات لأنها "تضر بالمدنيين والجهود الإنسانية".
في 9 فبراير 2023، أعلنت وزارة الخزانة الأمريكية أنها سترفع مؤقتًا بعض العقوبات، والتي تغطي "جميع المعاملات المتعلقة بإغاثة ضحايا الزلزال"، لمدة 180 يومًا. فيما صرَّحت الولايات المتحدة مسبقًا أنَّ العقوبات تحتوي بالفعل على استثناءات قوية للمساعدات الإنسانية، وأنها "لن تقف في طريق" إنقاذ الأرواح.
وفي 23 فبراير 2023، أعلن الاتحاد الأوروبي أيضًا أنه سيخفف بعض العقوبات لمدة ستة أشهر من أجل تسريع جهود الإغاثة للأمة السورية. وفي وقت لاحق، أبدت عدد من الدول العربية المجاورة أيضًا تعاونها المتزايد مع سوريا بعد أن ساهمت في جهود الإغاثة.
خلال مؤتمر ميونيخ للأمن عام 2023، أشار الأمير فيصل بن فرحان آل سعود إلى أن بعض الحوار سيكون ضروريًا مع دمشق، على الأقل لمعالجة القضايا الإنسانية، بما في ذلك عودة اللاجئين، وخاصة بعد زلزالي عام 2023، وأن "ليس فقط بين دول مجلس التعاون الخليجي ولكن في العالم العربي هناك إجماع متزايد على أن الوضع الراهن (عزل سوريا) غير قابل للتنفيذ". وفي المؤتمر نفسه، قال وزير الخارجية الكويت سالم عبدالله الجابر الصباح لرويترز أنَّ بلاده تعارض التعاون مع بشار الأسد، وصرح بأن الكويت قدمت مساعدات مالية لضحايا الزلزال من خلال المنظمات الدولية وتركيا .
وفي أعقاب زيارة وزير الخارجية الأردن أيمن الصفدي إلى سوريا في 15 فبراير/شباط 2023، أعرب أعضاء الحكومة الأردنية أيضًا عن أملهم في انتهاء عزلة سوريا ورفع العقوبات. وقد دعا مبعوث الصين لدى الأمم المتحدة أيضًا في اليوم السابق إلى رفع العقوبات أحادية الجانب "لمنح الأطفال المتضررين من الحرب والزلازل الأمل في البقاء على قيد الحياة".
وكانت قطر قد عارضت بشدة تطبيع العلاقات مع بشار الأسد بسبب قمع النظام، ودعت إلى الحوار لإنهاء الأزمة. صرح المتحدث باسم وزارة الخارجية القطرية في 28 فبراير 2023 أن قطر لن تطبع علاقاتها مع سوريا حتى يتم التوصل إلى "حل سياسي حقيقي" في البلاد.
في 18 مارس 2023، نفذ مجلس الأمن القومي والدفاع في أوكرانيا مجموعة من العقوبات تستهدف 141 شركة و300 فرد مرتبطين بسوريا، بما في ذلك الشركات التابعة لمصنعي الأسلحة الروس وصانعي الطائرات بدون طيار الإيرانيين. وجاء ذلك بعد أيام من زيارة الأسد إلى موسكو ، حيث اعترف بضم روسيا لأربع مناطق أوكرانية ، وصوّر حرب روسيا باعتبارها معركة ضد " النازيين القدامى والجدد ". وكان من بين الأفراد الذين شملتهم العقوبات بشار الأسد ورئيس الوزراء حسين عرنوس ووزير الخارجية فيصل المقداد .
كما شملت العقوبات تجميد جميع الممتلكات الحكومية السورية في أوكرانيا، وتقليص المعاملات النقدية، وإنهاء الالتزامات الاقتصادية، وإلغاء جميع الجوائز الحكومية.
وفي أواخر مارس 2023، اتخذت تركيا أيضًا مسار تخفيف العقوبات الاقتصادية على سوريا، حيث يسعى أردوغان إلى "جهود تطبيع ثنائية" مع نظيره السوري بشار الأسد، وفقًا لصحيفة لوموند . وفي وقت سابق، التقى وزير الخارجية الأمريكي أنتوني بلينكن ووزير الخارجية التركي مولود جاويش أوغلو في أنقرة للبحث عن حل للمنطقة الشمالية السورية التي يسيطر عليها الانفصاليون، وهي قضية تهم الجمهورية التركية منذ فترة طويلة.

### إعادة سوريا إلى جامعة الدول العربية
وفي أوائل أبريل 2023، دعت المملكة العربية السعودية الأسد إلى قمة القادة العرب. وقد تقرر زيارة وزير الخارجية السعودي الأمير فيصل بن فرحان إلى دمشق لبحث الخطوات الإضافية لإعادة سوريا إلى الجامعة العربية وتخفيف العقوبات الاقتصادية. وأيضًا عقد القمة في 19 مايو 2023. وفي الوقت نفسه، كانت مصر في محادثات متقدمة مع بشار الأسد عندما التقى وزير الخارجية المصري سامح شكري بنظيره السوري في القاهرة.
في 7 مايو 2023، أعيد قبول سوريا في جامعة الدول العربية بعد تصويت في القاهرة قبل الاجتماع المقرر عقده في المملكة العربية السعودية في وقت لاحق من ذلك الشهر. وفي وقت سابق، عارضت الكويت وقطر حضور الأسد في القمة العربية. لقد فاجأت جهود التطبيع الإقليمية الولايات المتحدة وحلفائها الأوروبيين، حيث كانوا يعارضون "المسار السياسي بقيادة عربية" لحل الأزمة. وبحسب البيان، سيُسمح للأسد بحضور الاجتماع في 19 مايو/أيار 2023، "إذا رغب في ذلك". ورغم الموقف الأردني الانتقادي تجاه إعادة سوريا إلى الحلف، فقد أطلق على العملية السياسية الجديدة اسم "المبادرة الأردنية". ومع ذلك، لا تزال سوريا تخضع للعقوبات الغربية بعد نزوح ملايين السوريين أو لجوءهم إلى الأردن والدول الأوروبية خلال الحرب الأهلية. ومن شأن التغييرات في العلاقات بين سوريا والدول العربية الأخرى أن تسمح للعديد منهم بالعودة إلى وطنهم، وفقاً للإعلانات التي أدلى بها في وقت سابق مسؤولون أردنيون وسعوديون.

## تخفيف ورفع العقوبات على سوريا ما بعد الأسد

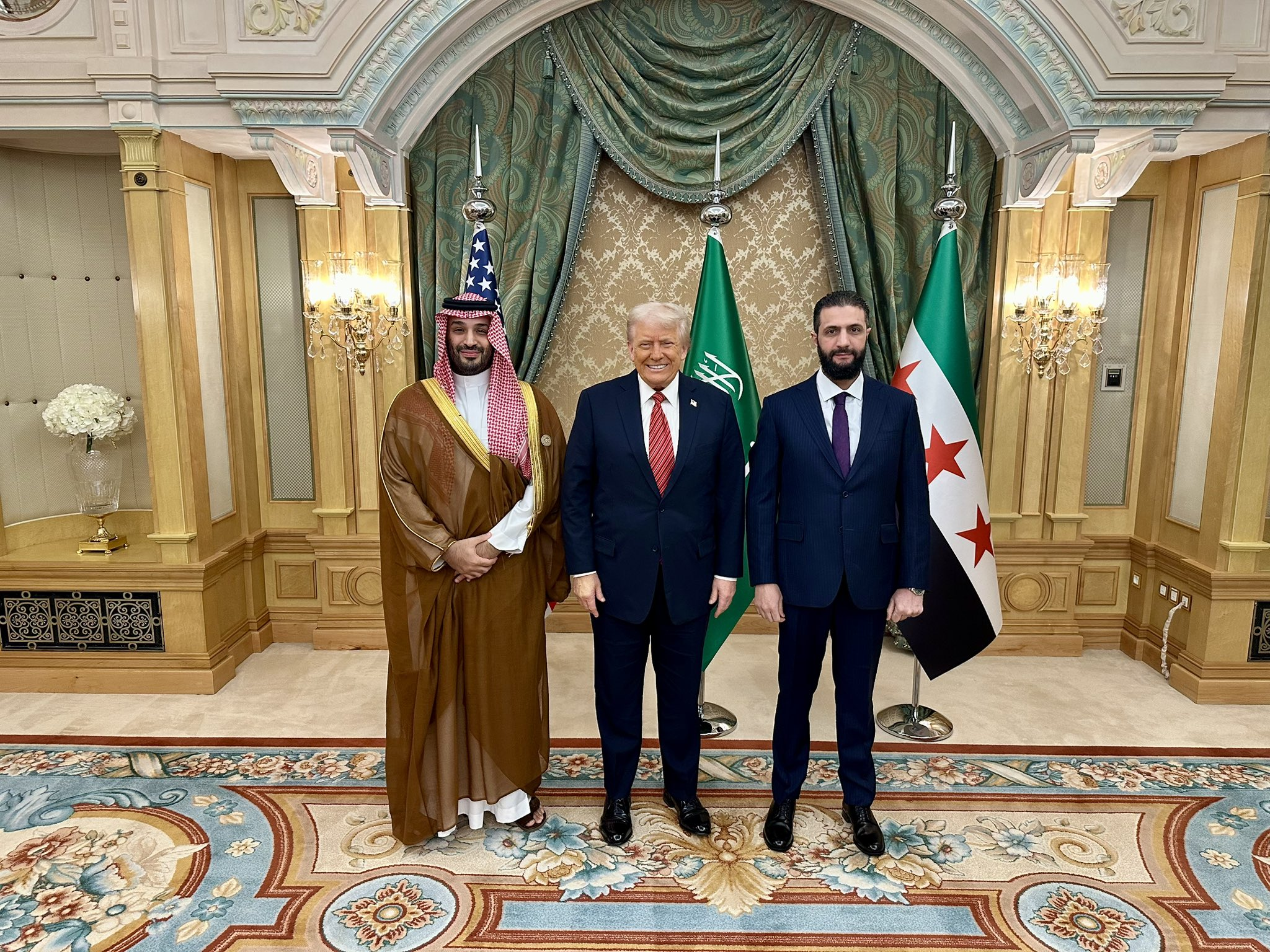
لقاء الرئيس السوري أحمد الشرع بالرئيس الأمريكي دونالد ترامب في الرياض بوساطة من ولي العهد الأمير محمد بن سلمان آل سعود بتاريخ 14 مايو 2025م.

في يناير 2025، دعت المحادثات الدولية في الرياض بالمملكة العربية السعودية إلى تخفيف العقوبات على سوريا بعد اسقاط نظام الأسد . ودعت المملكة العربية السعودية إلى رفع العقوبات للمساعدة في إعادة الإعمار، في حين اقترحت ست دول من الاتحاد الأوروبي تخفيف العقوبات مؤقتًا في قطاعات مثل الطاقة والخدمات المصرفية لدعم الجهود الإنسانية. أصدرت الولايات المتحدة ترخيصًا لمدة ستة أشهر لمعاملات محدودة ولكنها أبقت على عقوبات أوسع نطاقًا "لضمان الامتثال لحقوق الإنسان والاستقرار".
في 24 فبراير 2025، أعلنت مسؤولة السياسة الخارجية بالاتحاد الأوروبي كايا كالاس أن الاتحاد الأوروبي رفع العقوبات المفروضة على سوريا في بعض القطاعات الرئيسية، مثل الطاقة والنقل والخدمات المصرفية.
في 13 مايو 2025، أثناء منتدى الاستثمار السعودي الأمريكي 2025، أعلن الرئيس الأمريكي دونالد ترامب أنه سيرفع جميع العقوبات المفروضة على سوريا، قائلاً إنهم "تحملوا ما يكفي من الكوارث والحروب والقتل" وأن إدارته على استعداد لتطبيع العلاقات مع الحكومة السورية الجديدة. وفي 20 مايو 2025 أعلن الإتحاد الأوروبي رفع كامل العقوبات عن سوريا وذلك تبعا لإعلان الرئيس الأمريكي الذي سبقه بأسبوع، واستثني من الإعفاء أتباع النظام السابق.

## الأفراد الخاضعين للعقوبات
هذه قائمة جزئية بأسماء المسؤولين السوريين الذين خضعوا للعقوبات، بعضهم قبل عام 2011. فرضت العقوبات على الرئيس بشار الأسد للمرة الأولى في 18 مايو 2011.
- بشار الأسد (مواليد 1965)
- أسماء الأسد (مواليد 1975)
- فاروق الشرع (مواليد 1938)
- محمد الشعار (مواليد 1950)
- علي حبيب (1939-2020)
- فيصل المقداد (مواليد 1954)
- عبد الفتاح قدسية (مواليد 1953)
- ماهر الأسد (مواليد 1967)
- جميل حسن (مواليد 1952)
- وليد المعلم (1941-2020)
- علي عبد الكريم (مواليد 1953)
- داود راجحة (1947-2012)
- رستم غزالة (1953-2015)
- آصف شوكت (1950-2012)
- محمد ناصيف خيربك (1937-2015)
- علي مملوك (مواليد 1946)

## تأثير العقوبات على المدنيين
أثرت العقوبات المفروضة على سوريا في الأغلب على السكان المدنيين، وليس على النخب بنسبة كبيرة. إذ أدت إلى نقص المعدات الطبية والأدوية في سوريا، حيث أصبح من غير القانوني للعديد من شركات الأدوية العالمية بيع الأدوية لسوريا بسبب هذه العقوبات، بغض النظر عن إجراءات الإعفاء من العقوبات التي فرضتها الولايات المتحدة والاتحاد الأوروبي على الأدوية نتيجة للعقوبات المتناقضة، والأدوية التي تحتوي على مواد كيميائية خاضعة للعقوبات، والبيروقراطية المعقدة المشاركة في الحصول على الموافقة على ترخيص الإعفاء من العقوبات وما إلى ذلك. ومن ناحية أخرى، نظرًا لاعتماد سوريا على الواردات للحصول على أدوية مكافحة السرطان، فقد تضررت قدرات مستشفيات علاج السرطان لديها بشدة. وقال مدير مستشفى إيطالي في دمشق لموقع ميدل إيست آي في عام 2017 إن مستشفاه كان ممولاً جزئياً من التبرعات حتى منعت العقوبات المعاملات المالية مع المصارف السورية.[بحاجة لمصدر أفضل]
على الرغم من أن العقوبات لا تمنع تحويل الأموال إلى المنظمات غير الحكومية المسجلة العاملة في سوريا، إلا أن العقوبات أدت إلى قيام العديد من شركات جمع التبرعات وتحويل الأموال (مثل باي بال وفينمو وغو فاند مي) بمنع أو تعليق محاولات الجمعيات الخيرية والأفراد الذين يسعون إلى إرسال الأموال إلى المناطق التي تسيطر عليها الحكومة والمعارضة بسبب العقوبات المفروضة على المصارف ومعالجات الدفع.
إن متطلبات الترخيص والبيروقراطية المعقدة المتعلقة بأوراق العقوبات المطلوبة من المنظمات غير الربحية التي تسعى إلى إرسال مساعدات إنسانية إلى سوريا، إلى جانب عمليات التدقيق المتزايدة للمنظمات غير الحكومية العاملة في المناطق التي يسيطر عليها الإسلاميون، كلفت المنظمات الخيرية ملايين الدولارات بحلول عام 2016. حُظرت أو جُمدت الحسابات المصرفية للعديد من الجمعيات الخيرية، بما في ذلك تلك التي تعمل في مناطق غير حكومية، بسبب تجاوز المصارف للعقوبات.
بسبب العقوبات الأمريكية التي تحظر تصدير أو بيع أو توريد السلع والبرمجيات والتقانة والخدمات إلى سوريا، يُمنع الأشخاص في سوريا من الوصول إلى المنصات الغربية عبر الإنترنت المستخدمة في التعليم أو التسوق عبر الإنترنت أو العمل أو الترفيه. جعلت العقوبات المفروضة على المعاملات المالية من غير القانوني لشركات ألعاب الفيديو السماح للأشخاص في سوريا بالوصول إلى منصاتها. وفي عام 2019، ونتيجة للعقوبات المفروضة على الخدمات الموجهة إلى سوريا وإيران فأصبح من غير القانوني لشركات ألعاب الفيديو المجانية السماح للأشخاص في سوريا بالوصول إلى منصتها، بغض النظر عن إزالة المعاملات المالية داخل ألعابها للأشخاص في سوريا في محاولة لتجنب العقوبات السابقة، والتي أجبرت شركات ألعاب الفيديو على عدم السماح للأشخاص بالوصول إلى منصاتها في إيران وسوريا.
بعد زالزالي سوريا وتركيا الذين وقعا عام 2023، حظرت محاولات جمع التبرعات الخيرية لدعم أفراد الأسرة في المناطق الحكومية والمعارضة في سوريا التي جرت على منصة غو فاند مي بسبب العقوبات، بينما استمرت المنصة في السماح فقط بالتحويلات إلى المنظمات غير الحكومية المسجلة المعتمدة مسبقًا وعلقت الحسابات الأخرى التي تحاول إرسال الأموال إلى سوريا خوفًا من عدم الامتثال للعقوبات الأمريكية المتعلقة بالبنوك ومعالجات الدفع. بعد أن رفعت الولايات المتحدة بعض العقوبات مؤقتًا، أخطرت منصة جمع التبرعات حسابات الجمعيات الخيرية المعلقة بأنها تستطيع إرسال التبرعات إلى سوريا على منصتها.
وكانت العقوبات المفروضة على سوريا، حتى عندما تكون معفاة منها أثناء الكوارث الطبيعية، قد تعرضت لانتقادات عدد من المنظمات. وأشار تقرير صادر عن مؤسسة بروكينغز إلى أن العقوبات الأوروبية والأميركية أدت إلى نقص حاد في المواد الغذائية وساهمت في انهيار العملة السورية. وفي واقع الأمر، أدت هذه السياسات العقابية الصارمة إلى الحد من نفوذ الدول الغربية ذات المؤسسات الديمقراطية الليبرالية، وعززت علاقات سوريا مع دول مثل روسيا والصين والدول العربية وبالطبع إيران. وكانت للعقوبات العقابية أيضاً عواقب غير مقصودة على الشعب السوري، وأعاقت نمو الطبقة المتوسطة في البلاد التي كان من الممكن أن تغير المسار الاقتصادي للأمة السورية. وبعد أن رفعت الولايات المتحدة والاتحاد الأوروبي مؤقتا بعض العقوبات البسيطة التي فرضت في أعقاب زلزال قهرمان مرعش عام 2023، ومع تزايد ضعف الاستقرار في الشرق الأوسط بعد بدء الحرب الفلسطينية الإسرائيلية عام 2023، لوحظت زيادة واضحة في أعداد اللاجئين السوريين الذين يدخلون أوروبا الغربية عبر قبرص مرة أخرى. وزعمت الحكومة السورية التي تسيطر على معظم الأراضي الرسمية في سوريا أن العقوبات الاقتصادية تعيق عودة السوريين إلى وطنهم. ورغم إعادة سوريا إلى جامعة الدول العربية ، فإن الوضع في سوريا لم يتحسن لأن جهود السلام الإقليمية لا تزال خاضعة للعقوبات الضخمة التي تفرضها الولايات المتحدة والدول الأوروبية على سوريا. وبينما دعت العديد من الدول إلى رحيل نظام الأسد، فإن مثل هذا التطور يبدو الآن مستحيلاً، حيث تحث الدول العربية على تطبيع العلاقات مع الحكومة السورية، اقتصادياً وسياسياً.